# Mission Berliet-Ténéré

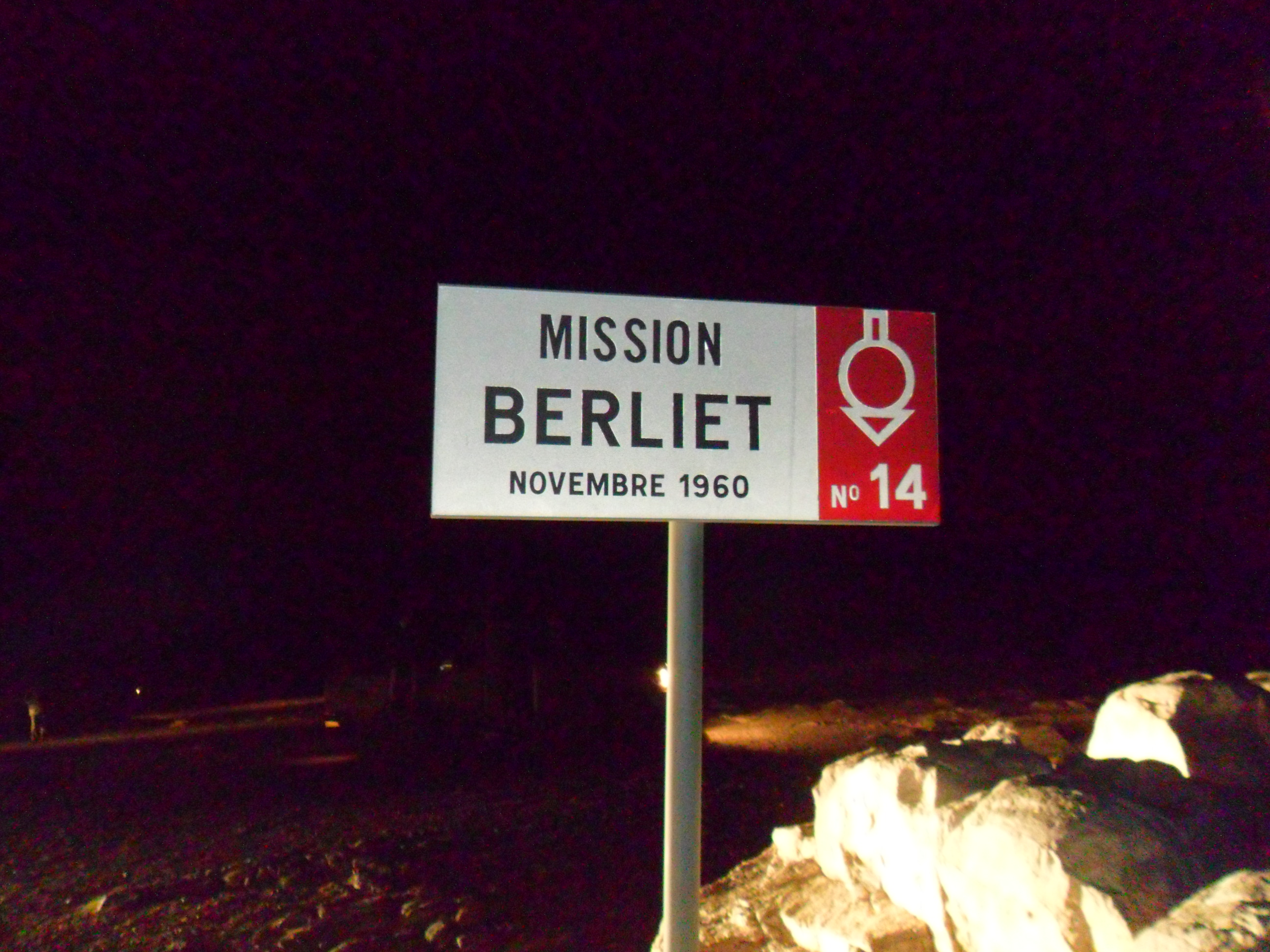
Balise n°14 de la Mission Berliet-Ténéré. La Balise sur la photo a été reconstruite à l'identique de l'originale.Replacée par Bel-Raid en Avril 2005 sur ordre de mission du ministère de l'intérieur du NIGER.

La  mission Berliet-Ténéré de 1959-1960 fut une expédition en deux phases à travers le Sahara, organisée par le constructeur de camions Berliet afin de démontrer la capacité de ses engins à parcourir de vastes espaces déserts et « sauvages ». Elle fut le support d'une expédition géographique et scientifique.

## Expéditions

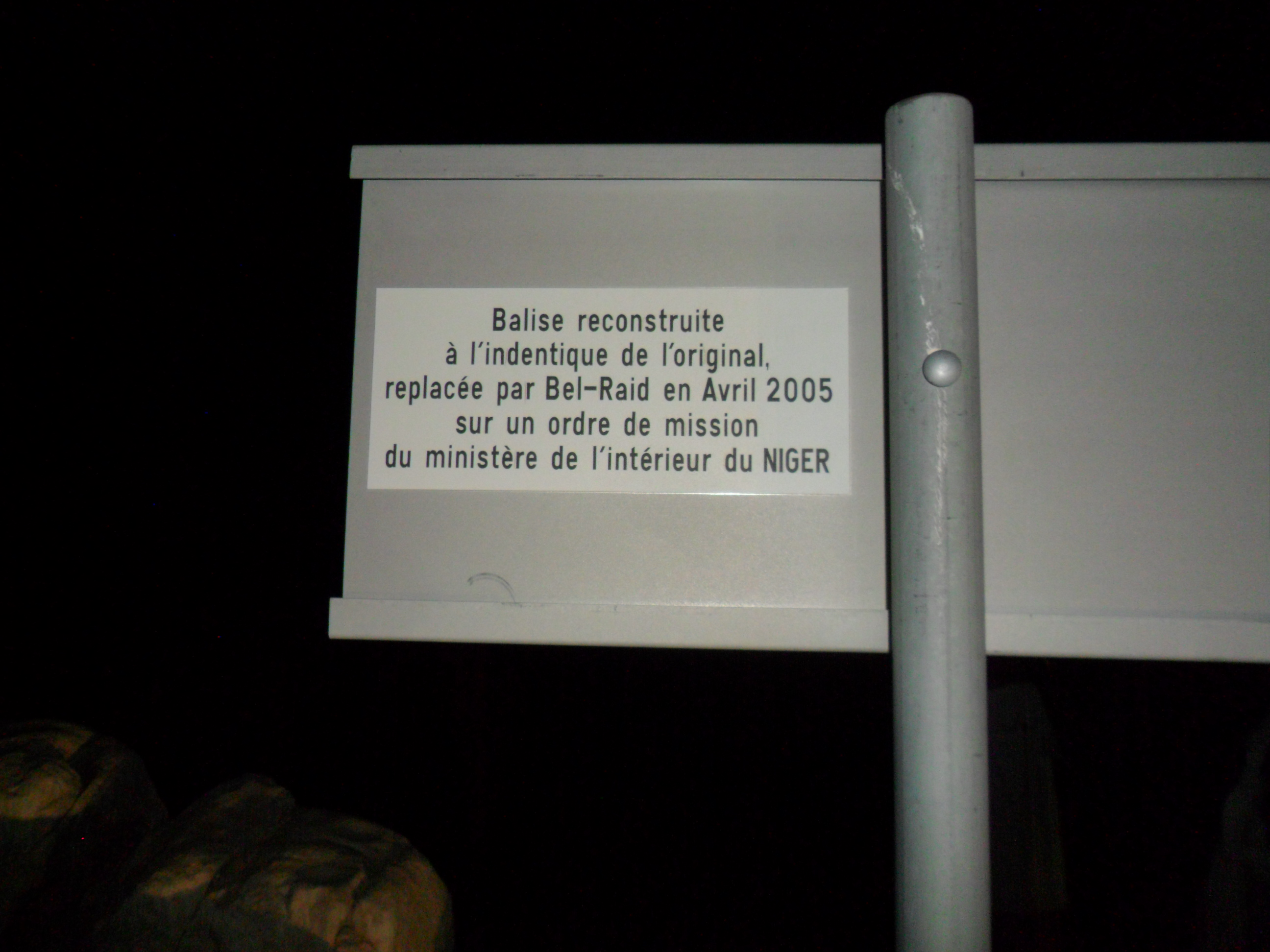
Remplacement de l'ancienne Balise n°14 par une nouvelle balise en Avril 2005.

L'expédition démarre en novembre 1959. Elle se dirige droit vers le sud, s'enfonçant à l'intérieur du Sahara depuis Djanet en Algérie, via l'Arbre du Ténéré et le massif de Termit, jusqu'au lac Tchad et Fort-Lamy (actuelle N'Djaména au Tchad). La route de retour passe par Bilma et le plateau du Djado, revenant à Djanet en janvier 1960. La traversée du Grand erg de Bilma est un défi particulièrement difficile. Elle couvre 10 000 km en 50 jours.
L'hiver suivant, en octobre 1960, une autre expédition prend une route plus orientale à travers le Tibesti. Elle évite ainsi les difficiles sables de Bilma et est plus praticable pour des véhicules conventionnels. Elle atteint Fort-Lamy en novembre 1960 et revient à Djanet en décembre.
Outre les conducteurs et les mécaniciens, l'expédition comprend des scientifiques et chercheurs en biologie, géologie, archéologie et ethnographie. Ils découvrent les preuves (outils, poteries…) d'un peuplement humain aux alentours de 3200 av. J.-C., dans des zones actuellement désertiques. L'expédition laisse aussi des balises qui sont encore visibles aujourd'hui.

## Véhicules

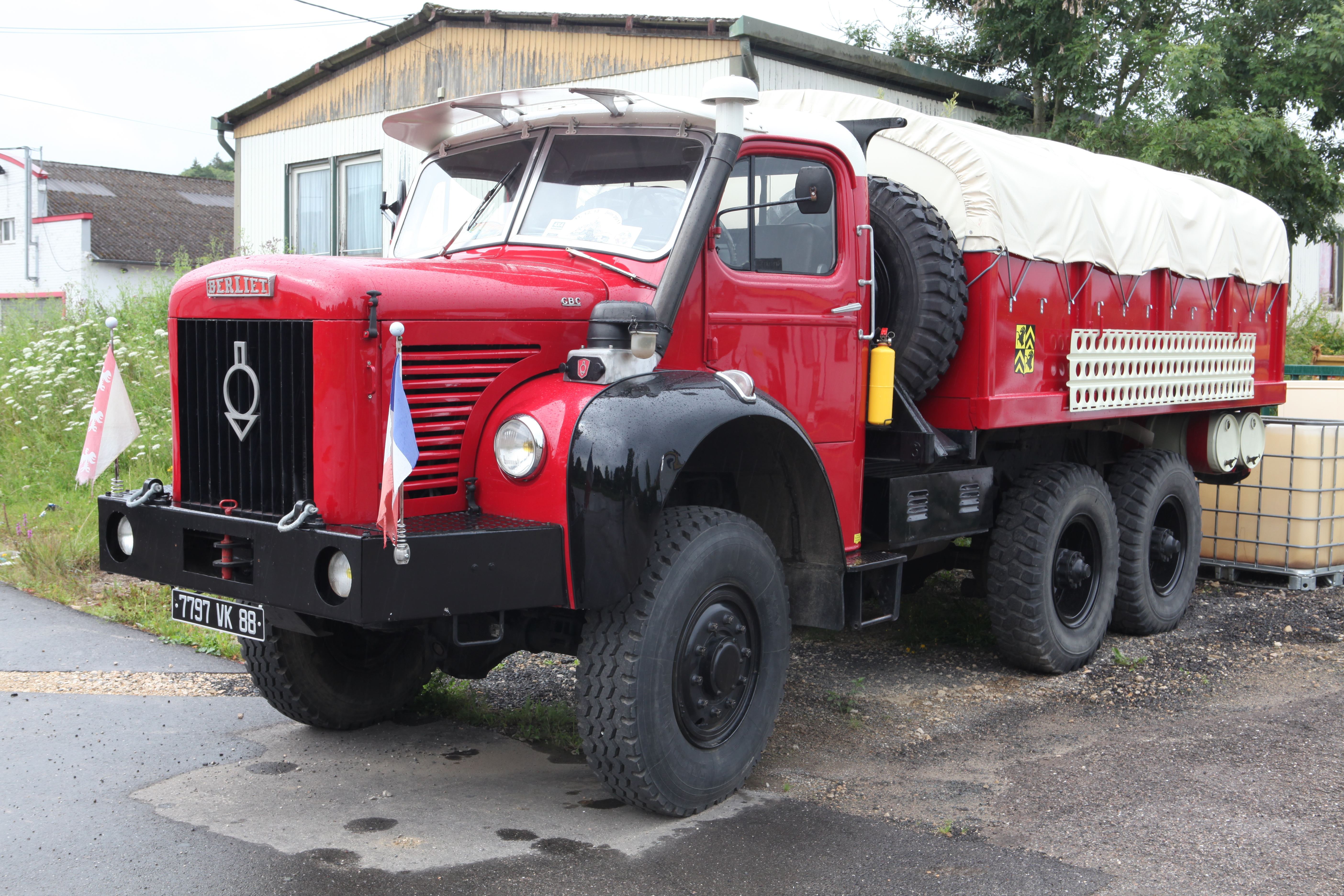
Berliet GBC8 6x6 « Gazelle » de la mission Berliet-Ténéré

Les véhicules principaux de l'expédition sont des Berliet GBC8, 6x6, dont le surnom est « Gazelle ». Les camions ont été conçus pour un usage dans le désert et dans les champs pétrolifères algériens ; ils sont d'abord testés dans la mer de sable d'Ermenonville en 1957. Le véhicule est équipé d'un moteur d'une cylindrée de 7,9 litres qui développe 125 cv. La première expédition dispose aussi de Land Rover ainsi que d'avions et d'hélicoptères assurant la couverture aérienne.
La deuxième expédition, Mission Berliet Tchad, engage 4 Berliet GLM 10 M HC, un camion plus conventionnel à propulsion, embarquant 11 tonnes de matériel.

### Vidéos
- [vidéo] « Mission Tenere Berliet gazelle GBC8M - Part1 », sur YouTube, 11 décembre 2009 (consulté le 8 août 2022)
- [vidéo] « Mission Berliet Tchad-Part1 », sur YouTube, 24 janvier 2010 (consulté le 8 août 2022)